# TCTE3
TCTE3 (англ. T-complex-associated-testis-expressed 3) – білок, який кодується однойменним геном, розташованим у людей на 6-й хромосомі. Довжина поліпептидного ланцюга білка становить 198 амінокислот, а молекулярна маса — 23 176.
| 10         |  | 20         |  | 30         |  | 40         |  | 50         |
| ---------- |  | ---------- |  | ---------- |  | ---------- |  | ---------- |
| MEKRGRGVKS |  | SPIQTPNQTP |  | QQAPVTPRKE |  | RRPSMFEKEA |  | YTQILRERLR |
| ESIHNVQYVE |  | PPFDDSIADI |  | GKEWKSALAK |  | LKFANSYRME |  | PLKKFQAHSV |
| ETKVQQILTE |  | SLKDVKYDDK |  | VFSHLSLELA |  | DRILLAVKEF |  | GYHRYKFIIK |
| VLFIQKTGQA |  | INIASRWIWD |  | IAWDSWVAAK |  | HEAESYVALV |  | LVFALYYE   |

A: Аланін

D: Аспарагінова кислота

E: Глутамінова кислота

F: Фенілаланін

G: Гліцин

H: Гістидин

I: Ізолейцин

K: Лізин

L: Лейцин

M: Метіонін

N: Аспарагін

P: Пролін

Q: Глутамін

R: Аргінін

S: Серин

T: Треонін

V: Валін

W: Триптофан

Кодований геном білок за функцією належить до білкових моторів. 
Задіяний у такому біологічному процесі, як транспорт. 
Локалізований у цитоплазмі, цитоскелеті, мембрані.